# Feria Nacional de Libros, Grabados, Dibujos y Artesanías
La Feria Nacional de Libros, Grabados, Dibujos y Artesanías es un muestra artística y cultural que se realiza en Montevideo, Uruguay, desde 1958. Tiene la particularidad de reunir a creadores de diferentes ramas del arte uruguayo: escritores, grabadores, pintores y dibujantes. Su carácter es anual.

## Historia
La primera edición del evento fue realizada en la Explanada del Teatro Solís. Fue organizada a impulso de la poeta Nancy Bacelo con la colaboración del editor Benito Milla, la poeta Elsa Lira Gaiero, el crítico literario Ángel Rama y el artista plástico Carlos Carvalho.
Ese primer evento se llamó "Feria Nacional de Libros y Grabados", pero su nombre sufrió leves cambios hasta el presente, buscando incorporar otras ramas de la actividad artística del Uruguay. El teatro y la música también están representados.
Actualmente, la feria es organizada por la "Fundación Nancy Bacelo".